# 斯托克馬克內斯

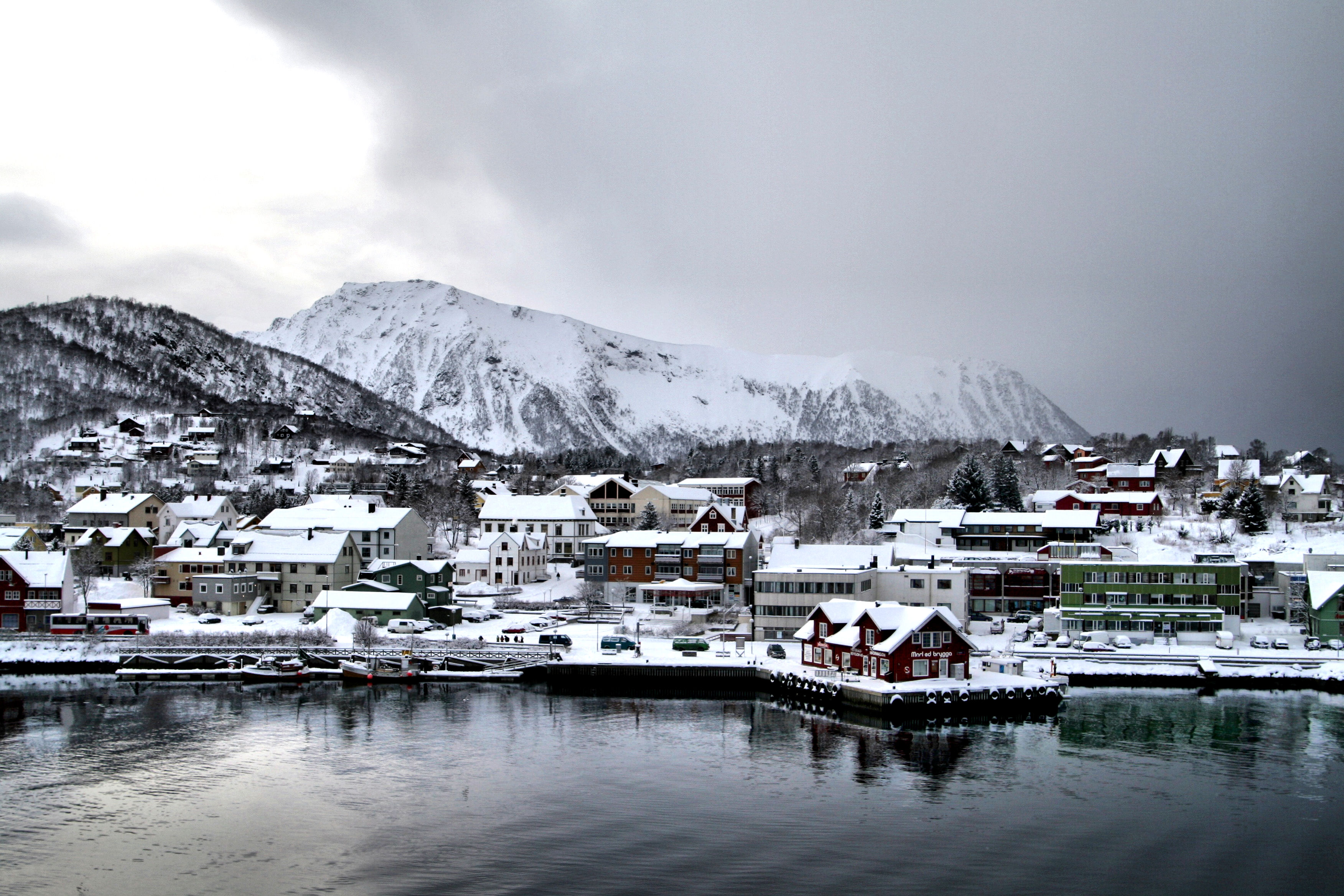
斯托克馬克內斯冬景

斯托克馬克內斯（挪威語：Stokmarknes）是挪威的城鎮，为諾爾蘭郡哈德瑟爾市镇的行政中心，位於該國西北部，面積2.49平方公里，海拔高度18米，鎮上的機場每年客運量約100,000人次，2011年人口3,163，人口密度為每平方公里1,270人。

## 外部連結
- Stokmarknes secondary school （页面存档备份，存于）
- Webcam from Stokmarknes